# هنرمند خلق آذربایجان

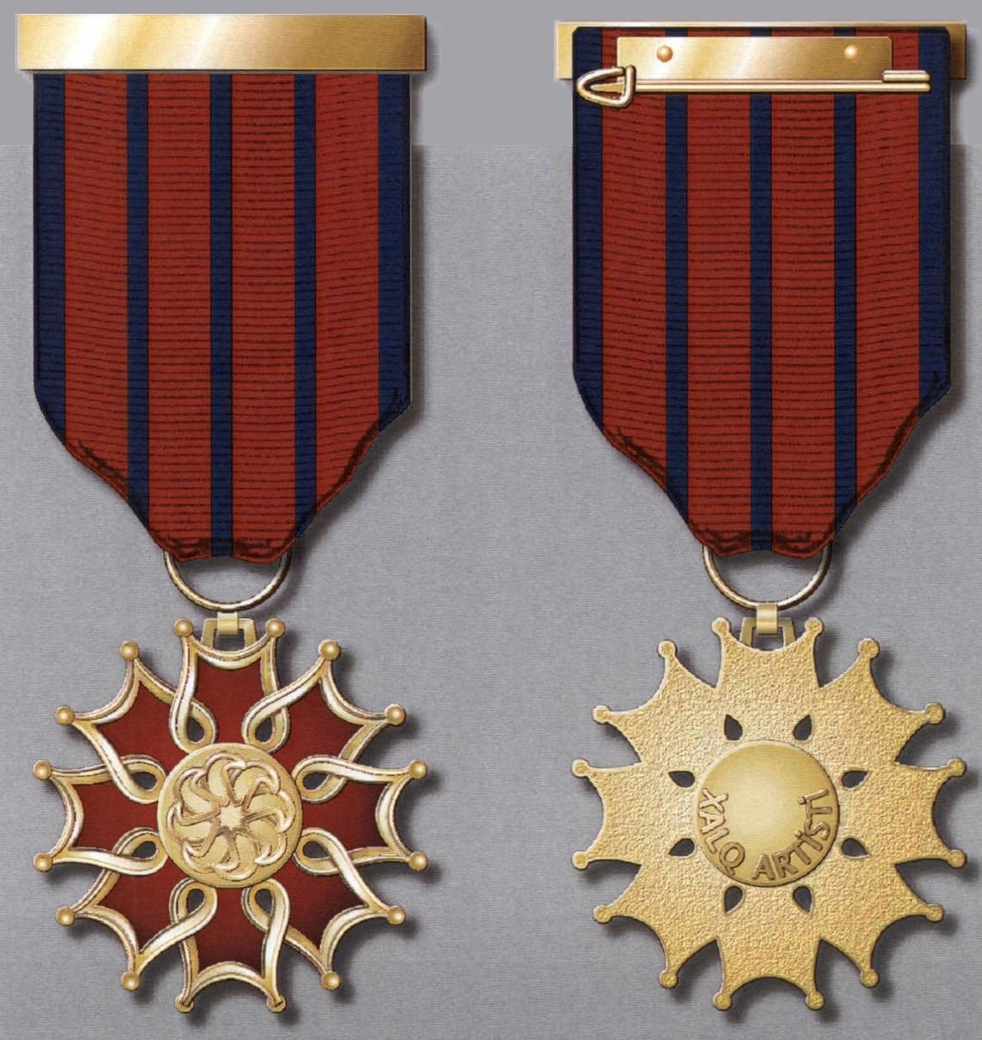
نشان سینه هنرمند خلق آذربایجان

هنرمند خلق آذربایجان (به ترکی آذربایجانی: Azərbaycan Xalq Artisti) یک لقب افتخاری است که به هنرمندان آذربایجانی که در حد اعلای استادی در هنر، آثاری ادبی، نمایشنامه‌ای، سینمایی یا موسیقایی خلق کرده‌اند، اعطا می‌شود. این لقب بر اساس نظر رئیس‌جمهور آذربایجان و همچنین مجلس ملی جمهوری آذربایجان و نیز کابینهٔ وزیران اعطا می‌شود. در زمان جمهوری سوسیالیستی آذربایجان شوروی
این لقب با عنوان هنرمند خلق جمهوری سوسیالیستی آذربایجان شوروی (به ترکی آذربایجانی: Azərbaycan SSR xalq artisti) اعطا می‌گردید.

## برخی از دارندگان عنوان

### هنرمند خلق جمهوری آذربایجان
- عالیم قاسمف
- اوقتای آغایف
- جوانشیر جعفروف
- تیمور گویچایف

### هنرمند خلق جمهوری سوسیالیستی آذربایجان شوروی
- رشید بهبودوف
- زینب خانلاروا
- لیلا بدیربیلی
- بولبول
- خان شوشینسکی
- عزیر حاجی‌بیگف
- عظیم عظیم‌زاده
- قارا قارایف
- نیازی